# De raven van de Tower
De raven van de Tower is een  stripverhaal uit de reeks van Jerom.

## Locaties
Dit verhaal speelt zich af op de volgende locaties:
- Londen, Tower of London, het huis van professor Barabas

## Personages
In dit verhaal spelen de volgende personages mee:
- Jerom, professor Barabas, tante Sidonia, yeoman Bigbelly (torenwachter), chef Atkinson, Jones (butler), toeristen, straatveger, chauffeur vrachtauto met zaagsel, soldaten van de wacht, Kilmarnock

## Het verhaal
In de Tower of London worden zes grote raven onderhouden, Bigbelly verzorgt deze dieren en ontdekt dat één raaf verdwenen is. Een gemaskerd persoon pakt nog een raaf en kan ontkomen. Atkinson komt en wil de raven zien, er blijken nog maar drie raven in de Tower of London te zitten en hij neemt contact op met zijn oude vriend Barabas om Morotari om hulp te vragen. De volgende dag gaan Jerom, tante Sidonia, professor Barabas en Odilon naar London en horen een legende over de Tower of London. Deze zou ineenstorten als de raven er niet meer zijn. Bigbelly vertelt dat de overgebleven raven niet meer uit hun kooien worden gelaten en de Tower of London gesloten is voor publiek. Professor Barabas installeert geheime toestellen en de vrienden maken 's avonds de sleutelceremonie mee. 

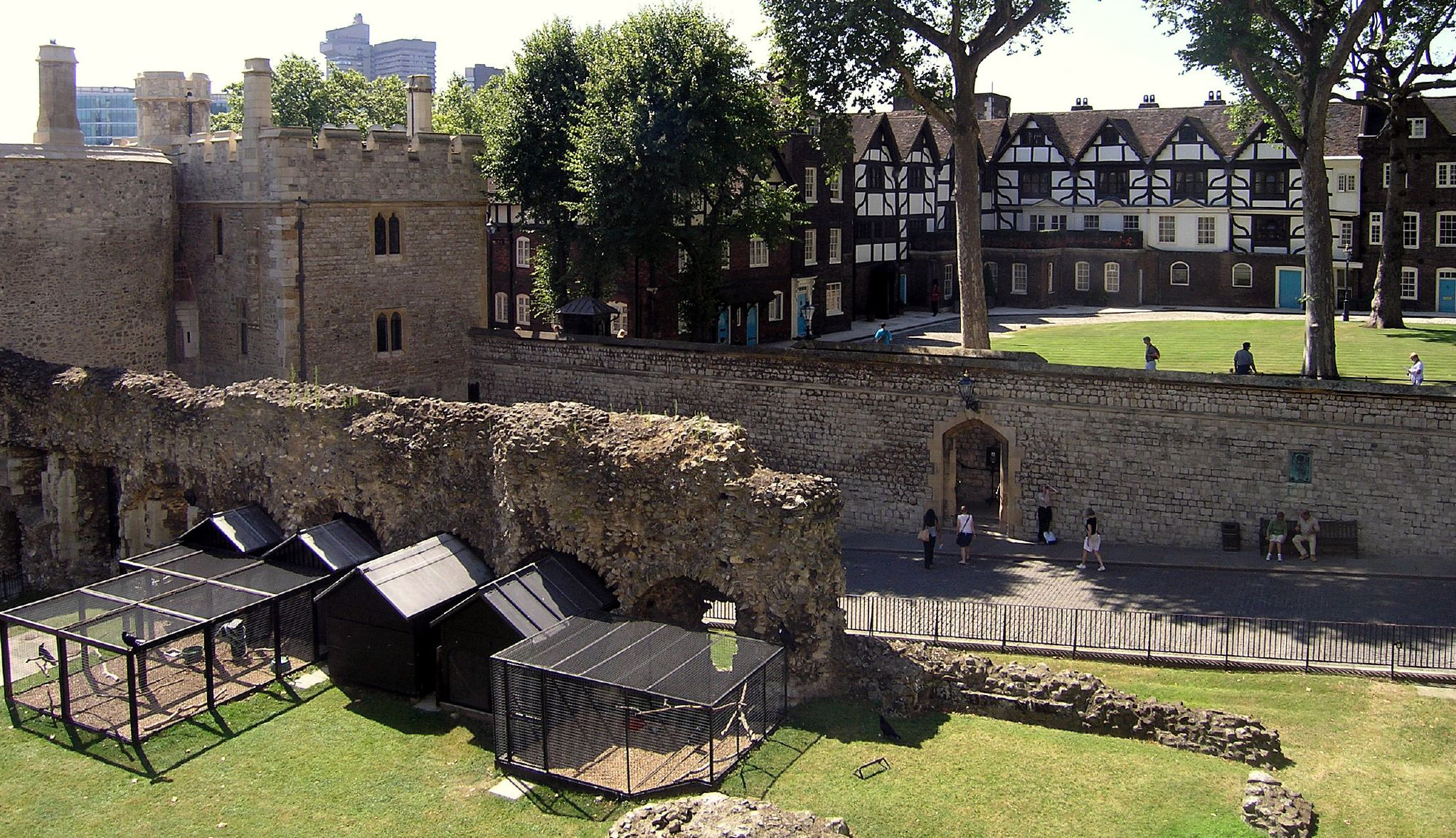
Kooien voor de raven in de Tower of London

De leden van Morotari houden 's nachts de wacht en Odilon wordt neergeslagen door de ravenrover bij het harnas van Hendrik VIII van Engeland.
Jerom heeft een klap gehoord en hij vindt Odilon. De ravenrover wil Jerom ook neerslaan, maar dit mislukt en de Morotari-leden zetten de achtervolging in. De ravenrover kan die nacht nog een raaf stelen en Atkinson en Bigbelly zijn ontroostbaar. Jerom vliegt met zijn motor over London als hij wordt beschoten door de ravenrover. Jerom vliegt naar de boot en ziet dat de ravenrover een ton met dynamiet heeft verstopt, hij kan nog net op tijd met zijn motor in de Theems springen. Die nacht geeft het controlebord van professor Barabas aan dat er onraad is in de westelijke vleugel, maar dit blijkt door Odilon veroorzaakt te zijn. 
De volgende dag landt de ravenrover met een luchtballon op het terrein, maar er kan voorkomen worden dat hij met nog een raaf wegvliegt. De ravenrover verstopt zich in een toren en wordt door Jerom overmeesterd. Het blijkt Kilmarnock te zijn, een oud-yeoman die ooit master of the raven is geweest. Hij ging destijds weg, omdat hij aan chronische hoestbuien leed en een ander beroep moest kiezen. De Tower of London kon hij niet vergeten en de raven werden een obsessie. De raven worden teruggebracht en de vrienden horen dat de dokter van Kilmarnock heeft verklaard dat alles weer in orde komt.